# Proxmox Virtual Environment
Proxmox Virtual Environment (Proxmox VE eller PVE) er en hyper-converged infrastructure open source software til virtualiseringsstyring.
Det er en hostet hypervisor, der kan køre styresystemer inklusive Linux og Windows på x64-hardware. Det er en Debian-baseret Linux-distribution med en modificeret Ubuntu LTS-kerne og tillader implementering og administration af virtuelle maskiner og containere.
Proxmox VE inkluderer en webkonsol og kommandolinjeværktøjer og giver en REST API til tredjepartsværktøjer. To typer virtualisering understøttes: containerbaseret med LXC (startende fra version 4.0, der erstatter OpenVZ brugt i version op til 3.4, inkluderet) og fuld virtualisering med KVM. Det inkluderer en webbaseret administrationsgrænseflade.
Proxmox VE er licenseret under GNU Affero General Public License, version 3.

## Pimox
Noget af kildekoden til Proxmox VE er på et tidspunkt blevet tilpasset til ARM-arkitektur (kaldet Pimox), så systemet kan udføres på Raspberry Pi.